# Бырка (Приаргунский район)
Бырка́ — село в Приаргунском районе Забайкальского края России. Административный центр сельского поселения «Быркинское».
Население — 822 чел. (2021).

## География
Расположено на правом берегу реки Верхняя Борзя (левый приток Аргуни), при впадение в неё речки Бырки, в 56 км к северо-западу от Приаргунска.

## История
По одной из версий село основано в XVIII веке крестьянами, приписанными к Нерчинскому сереброплавильному заводу. С 1857 года переведено в Забайкальское казачье войско, став центром Быркинской станицы. С 1926 по 1962 год — центр Быркинского района Читинской области, переименованного в Приаргунский в связи с переносом райцентра из села Бырка в Приаргунск.
По другой версии село основано казаками прибывшими на место проживания оседлых тунгусов, задолго до их прихода обживших места в долине реки Бырка. В районе настоящего села Бырка казаки поселились в 17 веке. Одними из основателей села Бырка является род Куницыных, пришедший с Территории Войска Донского и давших начало Забайкальской ветви рода.

## Население
| 1902 | 1939  | 1959  | 2002  | 2010  | 2021 |
| ---- | ----- | ----- | ----- | ----- | ---- |
| 1589 | ↗4191 | ↘3841 | ↘1341 | ↘1024 | ↘822 |

## Инфраструктура
Средняя общеобразовательная школа, Дом культуры, библиотека.

## Археология
В 4 км от села Бырка располагаются Быркинские писаницы, обнаруженные А.И. Мазиным. 